# Thalita de Jong
Thalita de Jong (ur. 6 listopada 1993 w Bergen op Zoom) – holenderska kolarka szosowa i przełajowa, trzykrotna medalistka mistrzostw świata.

## Kariera
Pierwszy sukces w karierze Thalita de Jong osiągnęła w 2013 roku, kiedy wspólnie z koleżankami z zespołu Rabobank Women zdobyła srebrny medal w drużynowej jeździe na czas na mistrzostwach świata we Florencji. W barwach Rabobanku de Jong zajęła w tej samej konkurencji czwarte miejsce na rozgrywanych rok wcześniej mistrzostwach świata w Valkenburgu. W 2016 roku zdobyła złoty medal w kategorii elite podczas przełajowych mistrzostw świata w Zolder. W zawodach tych wyprzedziła bezpośrednio Francuzkę Caroline Mani i Belgijkę Sanne Cant Nie brała udziału w igrzyskach olimpijskich.